# Список гранатомётов

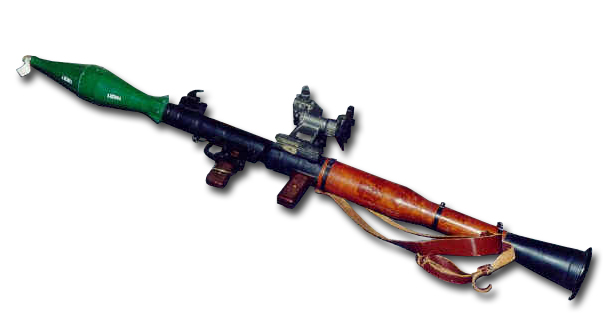
РПГ-7

Гранатомёт — огнестрельное оружие, предназначенное для поражения техники, сооружений или живой силы противника с помощью выстрела гранатой (гранатомётным выстрелом).
В данный список включены гранатомёты и страны-производители, также указывается калибр оружия.

## Гранатомёты

### СССР/Россия
- 30 мм Автоматический ручной гранатомёт Барышева
- 30 мм Изделие Д
- 30 мм Изделие ДМ
- 30 мм БС-1 РГА-86 «Тишина»/БС-1М 6С1 «Канарейка»
- 30 мм АГС-17 «Пламя»
- 30 мм АГС-30
- 30 мм Ручной «снайперский» гранатомёт ТКБ-0249 «Арбалет»
- 33 мм РГС-33
- 37 мм РК ММ/РК БМ/ДР
- 40 мм Гранатомёт-лопата «Вариант»
- 40 мм «Пенал»
- 40 мм ТКБ-0134 «Козлик»
- 40 мм АГС-40 «Балкан» (6Г27)
- 40 мм БП-30
- 40 мм РГМ-40 «Кастет»
- 40 мм РПГ-2
- 40 мм РГ-6/6Г30[1]
- 40 мм ГП-25 «Костёр»
- 40 мм ГП-30 «Обувка» / ГП-30У «Гранат» / ГП-30М
- 40 мм ГП-34
- 40 мм РПГ-7/7Д
- 40,7 мм ВГ-44/45
- 43 мм ОКГ-40 «Искра»
- 43 мм ГМ-93/94
- 43 мм ДП-61 «Дуэль»
- 45 мм ДП-64 «Непрядва»
- 50 мм РГС-50М
- 50 мм Гранатомётный комплекс «Витрина»
- 55 мм МРГ-1 «Огонёк»
- 55 мм ДП-65
- 58 мм РПГ-16 «Удар»
- 62 мм «Бур»
- 64 мм РПГ-18 «Муха»
- 72 мм РПГ-22 «Нетто»
- 72 мм РПГ-26 «Аглень»
- 72,5 мм РШГ-2
- 72,5 мм МРО-А
- 73 мм СПГ-9/9-М «Копьё»
- 90 мм РПО-М/ПДМ-А «Шмель-М»
- 93 мм РПО-А «Шмель»
- 105 мм РПГ-27 «Таволга»
- 105 мм РШГ-1
- 105 мм РПГ-29 «Вампир»
- 105 мм РПГ-30 «Крюк»
- 105 мм РМГ «Занос»
- 105 мм (72 мм) РПГ-32 «Хашим»
- 105,2 мм РПО «Рысь»
- 125 мм РПГ-28 «Клюква»

### США
- 20 мм XM29 OICW
- 22 мм M7 / M7A1 / M7A2 / M7A3
- 22 мм M8
- 25 мм XM307 ACSW
- 25 мм XM-25
- 25 мм Barrett XM109
- 37 мм Federal grenade launcher
- 37/40 мм Deuce Launcher
- 40 мм M-32
- 40 мм M-203
- 40 мм M-320/M-203PI
- 40 мм Airtronic USA RPG-7 / Mk.777
- 40 мм T148E1 / T148E2
- 40 мм M-79/M129
- 40 мм Mk.18
- 40 мм Mk.19
- 40 мм Mk.20
- 40 мм Mk.47 Striker
- 40 мм EX-13
- 40 мм EX-41
- 40 мм MM-1
- 40 мм en:OCSW
- 40 мм XM174
- 40 мм XM148
- 40 мм PSRL-1
- 57 мм AGP M1A2
- 57 мм M18 ATGL
- 60 мм M1 / M1A1 / M9 / M9A1 Bazooka
- 64 мм M234
- 66 мм M-72-A1 LAW
- 66 мм M202 / M202A1 / M202A2 FLASH
- 70 мм XM132
- 81 мм XM73
- 83 мм SMAW (Mk.153 Mod.0)
- 88,9 мм М20/М20А1/М20А1В1 Super Bazooka
- 90 мм M-67
- 108 мм Stingshot
- 140 мм RAW
- 141,5 мм FGM-172/SRAW

### Великобритания
- 63,5 мм Northover Projector (Великобритания)
- 94 мм LAW 80
- N-LAW (RARDE/Hunting/Thorn EMI, 1989—1990)
- 150 мм MBT LAW (Matra BAE Dynamics→Thales/Bofors, 1999—2002)

### Европейские модели
- 30 мм RAG-30/SAG-30 (Чехия)
- 40 мм VHS BG
- 40 мм Arsenal «Lavina»
- 40 mm Arsenal UBGL
- 40x46 mm Arsenal UBGL-M8 (Болгария)
- 40x46 mm Arsenal UBGL-M16 (Болгария)
- 40x46 mm Arsenal UGGL-M1 Stand-alone (Болгария)
- 40 мм GL-06 (Швейцария)
- 55 мм M 55 (Финляндия)
- 37 мм PUH-38
- 44 мм РБ М57 (Югославия)
- 44 мм РРБ М49
- 40 мм Beretta GLX-160 (Италия)
- 84 мм AP/AV 700
- 40 мм LAG 40 SB-M1 (Испания)
- 90 мм Instalaza C-90
- 40 мм FN 40
- 40 мм FN GL1
- 40 мм FN40/FN EGLM (Бельгия)
- 83 мм Blindicide RL-83
- 101 мм Blindicide RL-100
- 45 мм Pancerovka P27 (Чехословакия)
- 68 мм RPG-75
- 82 мм Tarasnice T21
- 74 мм Pskott m/68 Miniman (Швеция)
- 84 мм Carl Gustaf M2
- 84 мм Carl Gustaf M3
- 84 мм М136/АТ4
- 24 мм РГ-24 (Украина)
- 30 мм РГ-1 «Поршень»
- 30 мм РГШ-30
- 30 мм КБА-117 — аналог советского АГ-17.
- 30 мм КБА-119 — аналог советского АГС-17.
- 30 мм РАГ «Валар-30»
- 40 мм РАГ «Валар-40»
- 40 мм Форт-600
- 40 мм УАГ-40
- 107 мм РК-4 «Ингул»
- Kbkg wz 60/Kbkg wz 60/72 (Польша)
- 26 мм RWGL-1/RWGL-2/RWGL-3
- 26 мм RGA-86
- 40 мм RPG-40
- 40 мм GSBO-40
- 40 мм Pallad
- 68 мм RPG-76 Komar
- 40 мм HK GMG (Германия)
- 40 мм HK-69
- 40 мм HK-79
- 40 мм AG36/AG-C/EGLM
- 44 мм Panzerfaust 44
- 60 мм Panzerfaust 3
- 67 мм Armbrust
- 37 мм Manurhin MR35 (Франция)
- 58 мм VOSP-58
- 68 мм SARPAC
- 73 мм LRAC Mle 50
- 80 мм ACL/APX 80
- 84 мм AP/AV 700
- 89 мм LRAC F1
- 112 мм APILAS
- 120 мм SEP DARD-120

### Азиатские модели
- 40 мм RPQ-7V2 «Qaya» (Азербайджан)
- 82 мм B-300 (Израиль)
- 90 мм Matador
- 84 мм IOF 84 mm RCL (Индия)
- 35 мм QLZ-04 (Китай)
- 35 мм QLG-10/QLG-10A
- 35 мм QLB-06/QLZ-87B
- 35 мм QLZ-87/W87
- 40 мм Type 69
- 40 мм Type 91
- 40 мм LG3
- 40 мм LG6
- 80 мм PF-89
- 40 мм Yasin (Палестина)
- 40 мм CIS-40-AFL (Сингапур)
- 40 мм CIS 40GL
- 40 мм CIS 40AGL
- 40 мм BTS-203 (Таиланд)
- 20 мм Daewoo K11 (Южная Корея)
- 40 мм Daewoo K4
- 40 мм Howa Type 96 (Япония)
- 84 мм Sumitomo FT-84[2]

### Другие производители
- 40 мм Metal Storm (Австралия)
- 78 мм MARA (CITEDEF, Аргентина)
- 40 мм en:Indumil IMC-40
- 20 мм DENEL PAW-20 «Neopup» (ЮАР)
- 40 мм MGL
- 40 мм ARMSCOR
- 40 мм Vektor AGL

## Гранатомёты первой половины XX века
- 51 мм Viven-Bessiere, (1916) (Франция)
- 30/40 мм Type 2, (1939) (Япония)
- 70 мм Type 4, (1944)
- 60 мм М1/M1A1 Bazooka, (1942) (США)
- 60 мм М9/М9А1 Bazooka, (1944)
- 29 мм Spigot Mortar (Blacker Bombard), (1938) (Великобритания)
- 88 мм PIAT, (1942)
- 40,8 мм Ружейный гранатомёт Дьяконова, (1916) (Российская Империя)
- 40,8 мм АГ-2, (1935) (СССР)
- 65 мм «реактивное ружьё» Б. С. Петропавловского, (1931)
- 82 мм СПГ-82 / СГ-82
- 93 мм реактивный огнемет Фог-1, 1941
- 26,7 мм Leuchtpistole, (1926,1934) (Третий рейх)
- 26,7 мм Kampfpistole, (1942)
- 26,7 мм Sturmpistole, (1942)
- 30 мм Gewehrgranatgerät/Schiessbecher, (1940)
- 30 мм GzB-39, (1939)
- 30 мм Panzerknacke («Щипцы для брони»), (1944) не серийный
- 30 мм Панцерфауст 30, (1943)
- 85 мм Панцерфауст 150, (1945)
- 88 мм Puppchen, (1944)
- 88 мм Офенрор, (1942)
- 88 мм Панцершрек, (1942)
- 100 мм Фаустпатрон, (1943)
- 149 мм Панцерфауст 60, (1944)
- 149 мм Панцерфауст 100, (1944)